# Blue Fire Megacoaster
Blue Fire Megacoaster is een lanceerachtbaan in het Duitse Europa-Park en ligt in het themagebied IJsland. De baan werd gebouwd door MACK Rides en is tevens de eerste lanceerachtbaan van MACK. De achtbaan is van het model Launch Coaster Blue Fire en heeft als slogan "Discover Pure Energy".

## De rit
Blue Fire is een combinatie van een darkride en achtbaan. Na een ritje van ongeveer 45 seconden binnen wordt de trein buiten versneld tot 100 km/u in ongeveer 2,5 seconden door middel van een lineaire synchrone motor (LSM). Men heeft in de (speciaal ontworpen) stoeltjes relatief veel vrijheid, waardoor men voor het gevoel alle kanten opvliegt. Ook hebben deze stoeltjes een hartslagmeter.

## Technische gegevens
- Baanlengte: 1056 meter
- Hoogte: 38 meter
- Inversies: 4 (1 looping, 2 gedraaide hoefijzerrollen en 1 inline twist)
- Topsnelheid: 100 km/u
- G-kracht: 3,8 positief
- Aantal treinen: 5 treinen van elk 5 wagentjes met 2 rijen met ieder 2 zitplaatsen naast elkaar; 20 passagiers totaal per trein

## Galerij

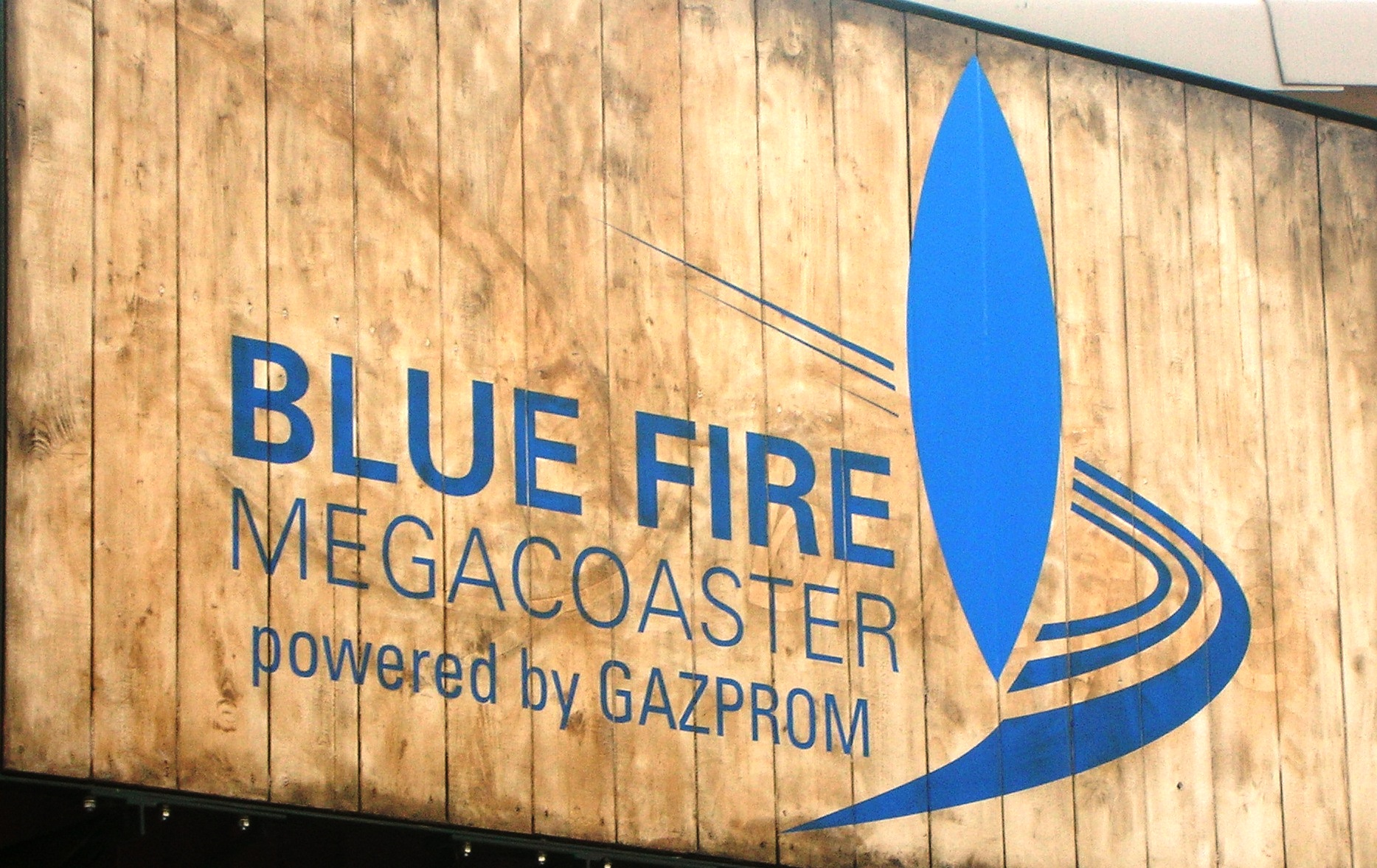
Het logo van Blue Fire
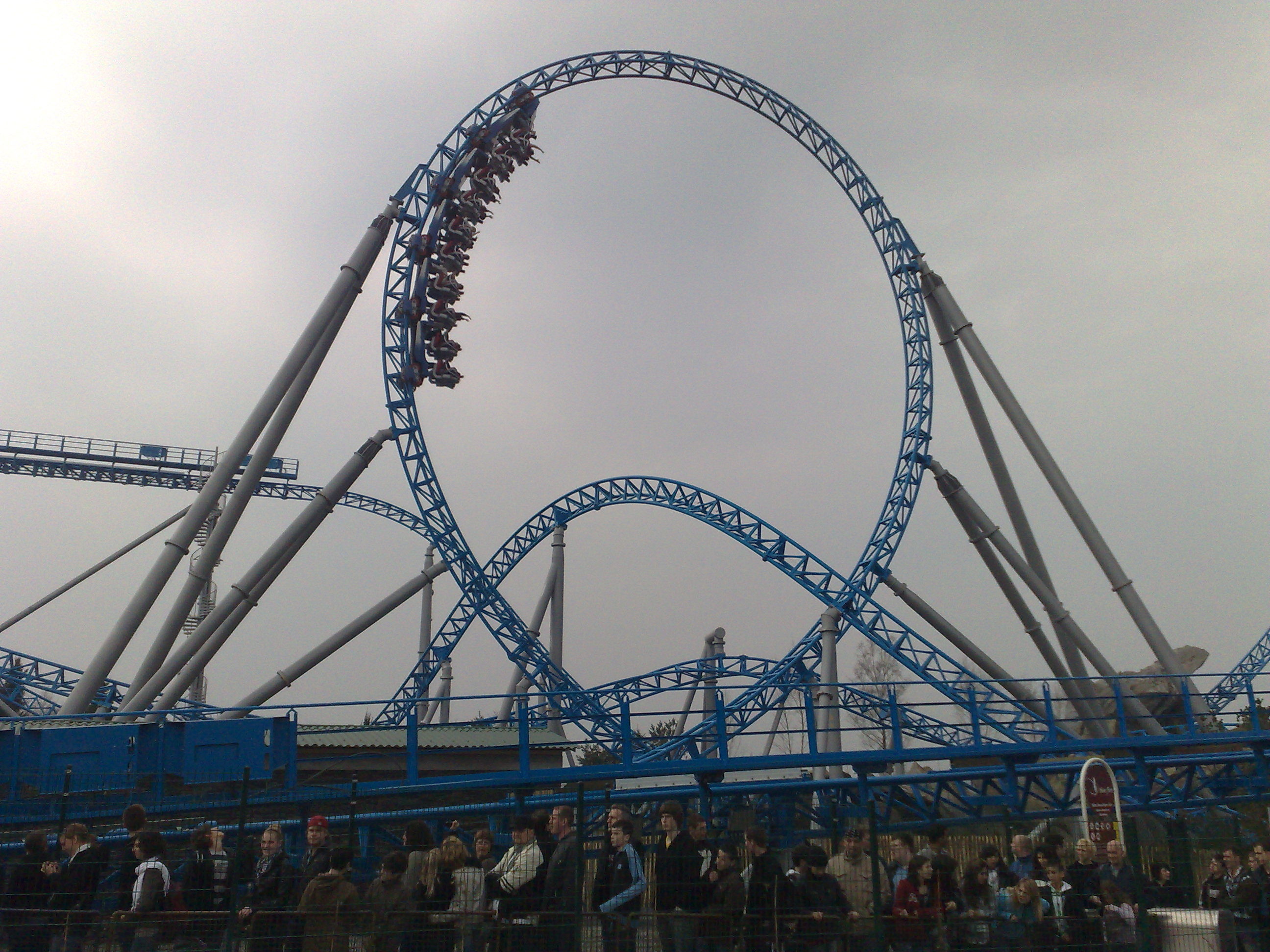
De looping
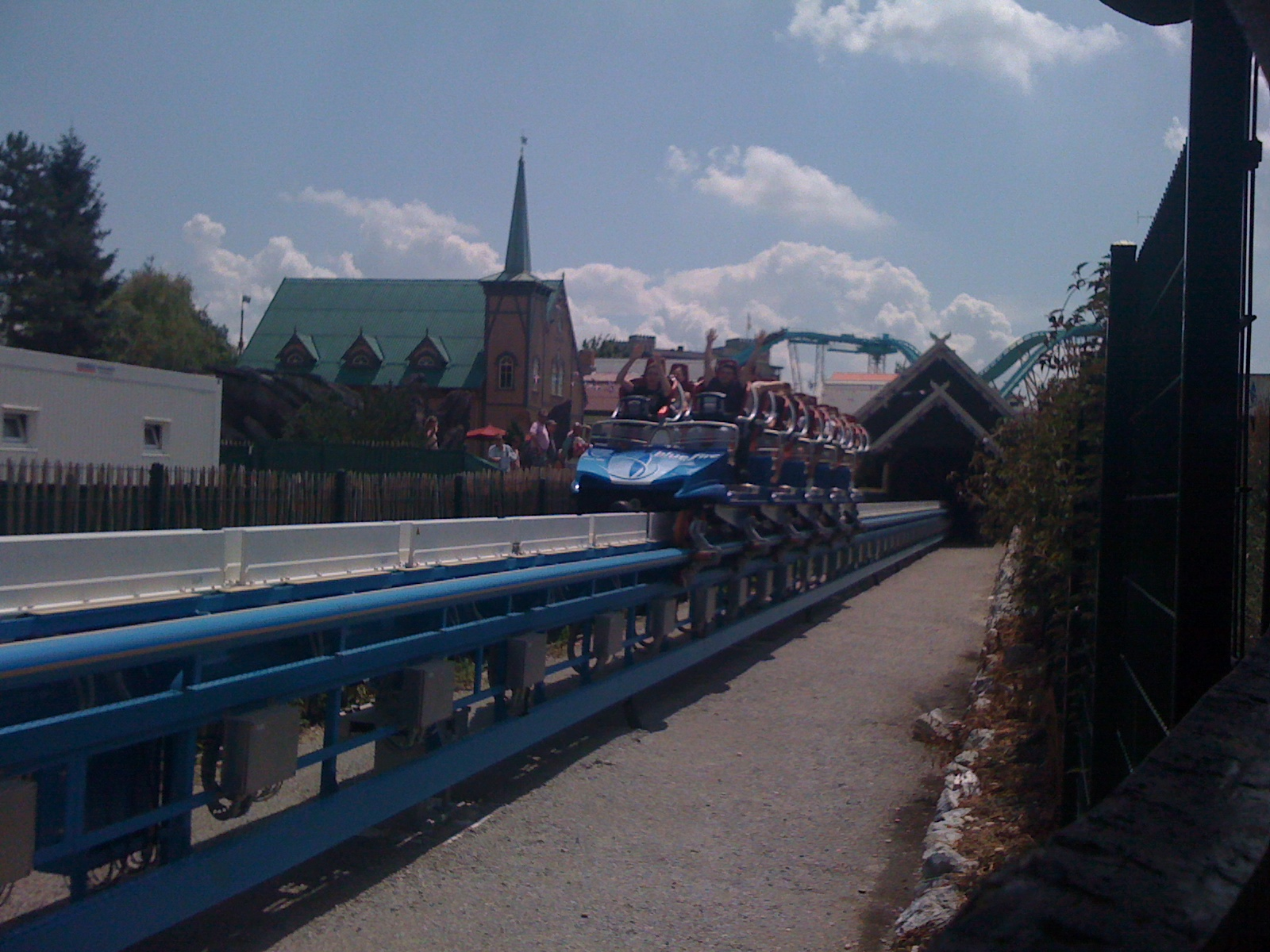
De lancering van Blue Fire
- Video